# Чемпіонат ФРН з футболу 1987—1988: Бундесліга
Сезон Бундесліги 1987–1988 був 25-им сезоном в історії Бундесліги, найвищого дивізіону футбольної першості ФРН. Він розпочався 31 липня 1987 і завершився 21 травня 1988 року. Діючим чемпіоном країни була мюнхенська «Баварія», якій не вдалося захистити чемпіонський титул, і вона фінішувала другою, поступившись чотирма очками «Вердеру», який і став чемпіоном ФРН 1987/88.

## Формат змагання
Кожна команда грала з кожним із суперників по дві гри, одній вдома і одній у гостях. Команди отримували по два турнірні очки за кожну перемогу і по одному очку за нічию. Якщо дві або більше команд мали однакову кількість очок, розподіл місць між ними відбувався за різницею голів, а за їх рівності — за кількістю забитих голів. Команда з найбільшою кількістю очок ставала чемпіоном, а дві найгірші команди напряму вибували до Другої Бундесліги, а третя команда з кінця проводила матчі плей-оф з бронзовим призером Другої Бундесліги за право участі у Бундеслізі на наступний сезон.

## Зміна учасників у порівнянні з сезоном 1986–87
«Фортуна» (Дюссельдорф) and «Блау-Вайс 1890» напряму вибули до Другої Бундесліги, фінішувавши на двох останніх місцях турнірної таблиці попереднього сезону. На їх місце до вищого дивізіону підвищилися «Ганновер 96» and «Карлсруе». У плей-оф за місце в Бундеслізі «Гомбург» won on aggregate against «Санкт-Паулі»,зберігши таким чином за собою місце у найвищому дивізіоні.

## Команди-учасниці
| Клуб                            | Місто                 | Стадіон                  | Вміщує |
| ------------------------------- | --------------------- | ------------------------ | ------ |
| «Бохум»                         | Бохум                 | Воновія Рурштадіон       | 40,000 |
| «Вердер»                        | Бремен                | Везерштадіон             | 32,000 |
| «Боруссія» (Дортмунд)           | Дортмунд              | Зігналь Ідуна Парк       | 54,000 |
| «Айнтрахт» (Франкфурт-на-Майні) | Франкфурт-на-Майні    | Вальдштадіон             | 62,000 |
| «Гамбург»                       | Гамбург               | Фолькспаркштадіон        | 62,000 |
| «Ганновер 96»                   | Ганновер              | АВД-Арена                | 60,400 |
| «Гомбург»                       | Homburg               | Вальдштадіон             | 24,000 |
| «Кайзерслаутерн»                | Кайзерслаутерн        | Фріц-Вальтер-Штадіон     | 42,000 |
| «Карлсруе»                      | Карлсруе              | Вільдпаркштадіон         | 50,000 |
| «Кельн»                         | Кельн                 | Рейн Енергі Штадіон      | 61,000 |
| «Баєр 04»                       | Леверкузен            | Ульріх Габерланд Штадіон | 20,000 |
| «Вальдгоф»                      | Людвігсгафен-на-Рейні | Зюдвестштадіон           | 75,000 |
| «Боруссія» (Менхенгладбах)      | Менхенгладбах         | Бекельбергштадіон        | 34,500 |
| «Баварія» (Мюнхен)              | Мюнхен                | Олімпіаштадіон           | 80,000 |
| «Нюрнберг»                      | Нюрнберг              | Штедтішес Штадіон        | 64,238 |
| «Шальке 04»                     | Гельзенкірхен         | Паркштадіон              | 70,000 |
| «Штутгарт»                      | Штутгарт              | Неккарштадіон            | 72,000 |
| «Юрдінген 05»                   | Крефельд              | Гротенбург-Штадіон       | 35,700 |

- ↑  «Вальдгоф» проводив свої домашні ігри у сусідньому Людвігсгафені-на-Рейні, оскільки його домашня арена не відповідала вимогам Бундесліги.

## Турнірна таблиця
| Поз | Команда                         | І  | В  | Н  | П  | ГЗ | ГП | РГ  | О  | Кваліфікація або пониження                    |
| --- | ------------------------------- | -- | -- | -- | -- | -- | -- | --- | -- | --------------------------------------------- |
| 1   | «Вердер» (C)                    | 34 | 22 | 8  | 4  | 61 | 22 | +39 | 52 | Перший раунд Кубка чемпіонів 1988—1989        |
| 2   | «Баварія» (Мюнхен)              | 34 | 22 | 4  | 8  | 83 | 45 | +38 | 48 | Перший раунд Кубка УЄФА 1988—1989             |
| 3   | «Кельн»                         | 34 | 18 | 12 | 4  | 57 | 28 | +29 | 48 | Перший раунд Кубка УЄФА 1988—1989             |
| 4   | «Штутгарт»                      | 34 | 16 | 8  | 10 | 69 | 49 | +20 | 40 | Перший раунд Кубка УЄФА 1988—1989             |
| 5   | «Нюрнберг»                      | 34 | 13 | 11 | 10 | 44 | 40 | +4  | 37 | Перший раунд Кубка УЄФА 1988—1989             |
| 6   | «Гамбург»                       | 34 | 13 | 11 | 10 | 63 | 68 | −5  | 37 |                                               |
| 7   | «Боруссія» (Менхенгладбах)      | 34 | 14 | 5  | 15 | 55 | 53 | +2  | 33 |                                               |
| 8   | «Баєр 04»                       | 34 | 10 | 12 | 12 | 53 | 60 | −7  | 32 | Перший раунд Кубка УЄФА 1988—1989             |
| 9   | «Айнтрахт» (Франкфурт-на-Майні) | 34 | 10 | 11 | 13 | 51 | 50 | +1  | 31 | Перший раунд Кубка володарів кубків 1988—1989 |
| 10  | «Ганновер 96»                   | 34 | 12 | 7  | 15 | 59 | 60 | −1  | 31 |                                               |
| 11  | «Баєр 05» (Юрдінген)            | 34 | 11 | 9  | 14 | 59 | 61 | −2  | 31 |                                               |
| 12  | «Бохум»                         | 34 | 10 | 10 | 14 | 47 | 51 | −4  | 30 |                                               |
| 13  | «Боруссія» (Дортмунд)           | 34 | 9  | 11 | 14 | 51 | 54 | −3  | 29 |                                               |
| 14  | «Кайзерслаутерн»                | 34 | 11 | 7  | 16 | 53 | 62 | −9  | 29 |                                               |
| 15  | «Карлсруе»                      | 34 | 9  | 11 | 14 | 37 | 55 | −18 | 29 |                                               |
| 16  | «Вальдгоф»                      | 34 | 7  | 14 | 13 | 35 | 50 | −15 | 28 | Плей-оф за місце у Бундеслізі                 |
| 17  | «Гомбург» (R)                   | 34 | 7  | 10 | 17 | 37 | 70 | −33 | 24 | Пониження у класі до Другої Бундесліги        |
| 18  | «Шальке 04» (R)                 | 34 | 8  | 7  | 19 | 48 | 84 | −36 | 23 | Пониження у класі до Другої Бундесліги        |

1. 1 2  «Баєр 04» став володарем Кубка УЄФА 1987—1988 і таким чином автоматично став учасником його розіграшу наступного сезону як діючий володар.

## Результати
| Команда                         | БОХ | ВЕР | БРД | АЙН | ГАМ | ГАН | ГОМ | КАЙ | КАР | КЕЛ | Б04 | ВАЛ | БРМ | БАВ | НЮР | Ш04 | ШТТ | ЮРД |
| ------------------------------- | --- | --- | --- | --- | --- | --- | --- | --- | --- | --- | --- | --- | --- | --- | --- | --- | --- | --- |
| «Бохум»                         | —   | 0–1 | 2–0 | 1–0 | 4–0 | 1–1 | 4–4 | 1–1 | 5–0 | 0–0 | 3–1 | 1–0 | 1–2 | 0–2 | 3–0 | 1–3 | 5–1 | 1–4 |
| «Вердер»                        | 0–0 | —   | 4–0 | 2–0 | 1–4 | 1–0 | 3–0 | 0–0 | 2–0 | 2–1 | 3–3 | 3–1 | 2–0 | 3–1 | 1–0 | 5–0 | 5–1 | 5–1 |
| «Боруссія» (Дортмунд)           | 1–2 | 0–0 | —   | 3–1 | 2–3 | 3–3 | 2–0 | 3–0 | 0–2 | 1–2 | 2–2 | 0–1 | 1–1 | 1–3 | 1–1 | 4–1 | 2–2 | 4–2 |
| «Айнтрахт» (Франкфурт-на-Майні) | 0–1 | 0–1 | 0–0 | —   | 3–0 | 3–3 | 1–2 | 0–2 | 4–0 | 1–1 | 3–2 | 5–1 | 2–0 | 1–1 | 3–1 | 2–0 | 0–2 | 3–1 |
| «Гамбург»                       | 2–2 | 0–0 | 4–3 | 2–2 | —   | 3–3 | 2–1 | 5–1 | 0–4 | 3–0 | 3–2 | 1–1 | 2–1 | 2–2 | 2–2 | 5–2 | 3–0 | 3–1 |
| «Ганновер 96»                   | 1–0 | 0–1 | 2–3 | 1–2 | 3–1 | —   | 5–1 | 1–0 | 3–2 | 0–3 | 6–1 | 3–1 | 2–4 | 2–1 | 1–2 | 3–1 | 3–3 | 0–0 |
| «Гомбург»                       | 1–1 | 1–1 | 0–3 | 5–2 | 0–2 | 1–1 | —   | 3–2 | 1–0 | 1–0 | 1–1 | 1–1 | 0–0 | 3–2 | 0–4 | 3–1 | 2–2 | 2–2 |
| «Кайзерслаутерн»                | 4–2 | 0–0 | 3–1 | 2–2 | 0–3 | 4–1 | 1–0 | —   | 1–1 | 3–0 | 1–3 | 2–2 | 5–2 | 3–1 | 1–2 | 5–2 | 2–1 | 2–2 |
| «Карлсруе»                      | 1–0 | 0–2 | 0–0 | 1–1 | 0–0 | 2–1 | 2–1 | 1–0 | —   | 1–1 | 1–1 | 1–1 | 2–2 | 0–1 | 2–0 | 4–1 | 0–2 | 1–0 |
| «Кельн»                         | 2–2 | 2–0 | 2–0 | 1–1 | 1–0 | 2–0 | 3–0 | 2–1 | 4–0 | —   | 0–0 | 3–0 | 4–1 | 3–1 | 3–1 | 3–1 | 1–1 | 2–0 |
| «Баєр 04»                       | 0–0 | 1–3 | 2–2 | 1–3 | 2–0 | 2–0 | 2–1 | 2–0 | 0–0 | 1–1 | —   | 1–0 | 2–1 | 3–4 | 1–1 | 3–2 | 2–1 | 0–0 |
| «Вальдгоф»                      | 1–1 | 0–1 | 1–0 | 2–2 | 2–2 | 2–1 | 0–0 | 0–2 | 4–1 | 0–0 | 1–4 | —   | 0–3 | 1–2 | 0–1 | 2–0 | 2–1 | 2–2 |
| «Боруссія» (Менхенгладбах)      | 3–0 | 1–2 | 0–3 | 3–1 | 8–2 | 1–2 | 2–0 | 1–0 | 2–2 | 0–1 | 2–1 | 0–1 | —   | 2–0 | 3–0 | 1–1 | 0–1 | 2–1 |
| «Баварія» (Мюнхен)              | 5–0 | 2–1 | 1–3 | 3–2 | 6–0 | 4–1 | 6–0 | 4–2 | 2–1 | 2–2 | 3–2 | 2–1 | 1–0 | —   | 1–0 | 8–1 | 2–1 | 3–0 |
| «Нюрнберг»                      | 2–1 | 0–0 | 0–0 | 1–1 | 2–2 | 1–3 | 2–0 | 3–2 | 4–0 | 1–2 | 2–1 | 1–1 | 3–0 | 0–3 | —   | 1–1 | 0–0 | 3–1 |
| «Шальке 04»                     | 2–1 | 1–4 | 3–0 | 0–0 | 1–0 | 0–2 | 3–0 | 5–0 | 3–1 | 2–2 | 2–2 | 1–1 | 0–3 | 1–4 | 0–0 | —   | 3–4 | 2–1 |
| «Штутгарт»                      | 3–0 | 1–0 | 2–2 | 1–0 | 5–1 | 3–1 | 2–1 | 3–0 | 2–2 | 0–2 | 4–1 | 1–1 | 6–0 | 3–0 | 0–1 | 4–0 | —   | 1–3 |
| «Баєр 05» (Юрдінген)            | 3–1 | 1–2 | 2–1 | 3–0 | 1–1 | 1–0 | 5–1 | 3–1 | 4–2 | 1–1 | 4–1 | 1–1 | 2–4 | 0–0 | 0–2 | 5–2 | 2–5 | —   |

## Плей-оф за місце в Бундеслізі
«Вальдгоф» і бронзовий прізер Другої Бундесліги «Дармштадт 98» визначали між собою учасника Бундесліги наступного сезону у двоматчевому плей-оф. Після нічиєї за сумою двох ігор вони проводили вирішальну третю гру, в якій також була зафіксована нічия. В результаті «Вальдгоф» залишив за собою місце у найвищому німецькому дивізіоні, здолавши суперника у серії пенальті, призначеній по завершенні третьої гри.
| 2 червня 1988 |

| «Дармштадт 98»               | 3–2   | «Вальдгоф»            |
| ---------------------------- | ----- | --------------------- |
| Гуцлер 63' Посняк 66' Гу 73' | [ 4 ] | Ціонаніс 2' Бюрер 47' |

| Бьолленфальтор, Дармштадт Глядачів: 28,000 Арбітр: Вольф-Рюдігер Умбах (Ротторф) |

| 5 червня 1988 |

| «Вальдгоф»       | 2–1             | «Дармштадт 98» |
| ---------------- | --------------- | -------------- |
| Шен 20' Люкс 87' | Протокол (нім.) | Кюль 88'       |

| Зюдвестштадіон, Людвігсгафен-на-Рейні Глядачів: 28,000 Арбітр: Арон Шмідгубер (Оттобрунн) |

| 9 червня 1988 |

| «Вальдгоф»                                                     | 0 – 0 (д.ч.)    | «Дармштадт 98»                                        |
| -------------------------------------------------------------- | --------------- | ----------------------------------------------------- |
|                                                                | Протокол (нім.) |                                                       |
|                                                                | Пенальті        |                                                       |
| Люкс · Бокенфельд · Бюрер · Тріб · Цветкович · Квайссер · Клоц | 5–4             | Посняк · Куль · Шремль · Гу · Еміг · Шольц · Бернекер |

| Людвігспаркштадіон, Саарбрюккен Глядачів: 17,000 Арбітр: Гергард Теобальд (Нойнкірхен (Саар)) |

## Найкращі бомбардири
19 голів
- Юрген Клінсманн («Штутгарт»)

18 голів
- Карл-Гайнц Рідле («Вердер»)

17 голів
- Лотар Маттеус («Баварія» (Мюнхен))
- Зігфрід Райх («Ганновер 96»)

16 голів
- Гаральд Кор («Кайзерслаутерн»)
- Фріц Вальтер («Штутгарт»)

15 голів
- Дітер Екштайн («Нюрнберг»)
- Франк Орденевіц («Вердер»)

14 голів
- Олаф Тон («Шальке 04»)

13 голів
- Штефан Кунц («Юрдінген 05»)
- Уве Ляйфельд («Бохум»)
- Флемінг Поульсен («Кельн»)
- Юрген Вегман («Баварія» (Мюнхен))
- Міхаель Цорк («Боруссія» (Дортмунд))

## Склад чемпіонів
| «Вердер» |
| --- |
| Воротарі: Олівер Рек (32); Дітер Бурденскі (3). Захисники: Гуннар Зауер (33 / 2); Ульріх Боровка (31 / 1); Руне Братсет (31); Джонні Оттен (30); Томас Шааф (29 / 1); Мікаель Кутцоп (17 / 1); Маттіас Рулендер (2). Півзахисники: Мирослав Вотава (к; 32 / 2); Гюнтер Германн (30); Норберт Маєр (26 / 7); Томас Вольтер (16); Дітер Айльтс (2); Бенно Мельманн (1). Нападники: Карл-Гайнц Рідле (33 / 18); Франк Орденевіц (30 / 15); Манфред Бургсмюллер (26 / 6); Франк Нойбарт (22 / 6). (кількість ігор і голів наведені у дужках) Головний тренер: Отто Рехагель. |